# Indy NXT
Indy NXT, anteriormente denominada Indy Lights Series, é a categoria de acesso à IndyCar Series sancionada pela IndyCar, atualmente conhecida como Firestone Indy NXT Series por motivos de patrocínio. A Indy NXT é o degrau mais alto do Road to Indy, um programa de corridas que leva à IndyCar Series.
A categoria foi originalmente criada pela CART com o nome de American Racing Series (1986–1990). Em 1991, passou a se chamar Dayton Indy Lights. Em 2002, a categoria passou à sanção da IRL (atual IndyCar), e passou a se chamar Infiniti Pro Series. Em 2008, quando a CART e a IRL se unificaram, além da volta do patrocínio da Firestone, a categoria voltou a chamar se Indy Lights Series. Entre 2006 e 2007, a categoria era denominada Indy Pro Series. Em 2023, a Penske Entertainment renomeou a categoria para Indy NXT.
A categoria revelou futuros campeões da Champ Car e da Indy, como Tony Kanaan, Cristiano da Matta, Scott Dixon e Josef Newgarden. Outros pilotos que passaram pela categoria e se destacaram foram Hélio Castroneves, Dan Wheldon e Colton Herta.

## Campeões
| Ano                              | Piloto                              | Equipe                              | Chassis                             | Motor                               |
| CART American Racing Series      | CART American Racing Series         | CART American Racing Series         | CART American Racing Series         | CART American Racing Series         |
| -------------------------------- | ----------------------------------- | ----------------------------------- | ----------------------------------- | ----------------------------------- |
| 1986                             | Fabrizio Barbazza                   | Arciero Racing                      | March                               | Buick                               |
| 1987                             | Didier Theys                        | TrueSports                          | March                               | Buick                               |
| 1988                             | Jon Beekhuis                        | Enterprise Racing                   | March                               | Buick                               |
| 1989                             | Mike Groff                          | Leading Edge Motorsport             | March                               | Buick                               |
| 1990                             | Paul Tracy                          | Landford Racing                     | March                               | Buick                               |
| CART Indy Lights Series          |                                     |                                     |                                     |                                     |
| 1991                             | Éric Bachelart                      | Landford Racing                     | March                               | Buick                               |
| 1992                             | Robbie Buhl                         | Leading Edge Motorsport             | March                               | Buick                               |
| 1993                             | Bryan Herta                         | Tasman Motorsports                  | Lola                                | Buick                               |
| 1994                             | Steve Robertson                     | Tasman Motorsports                  | Lola                                | Buick                               |
| 1995                             | Greg Moore                          | Forsythe Racing                     | Lola                                | Buick                               |
| 1996                             | David Empringham                    | Forsythe Racing                     | Lola                                | Buick                               |
| 1997                             | Tony Kanaan                         | Tasman Motorsports                  | Lola                                | Buick                               |
| 1998                             | Cristiano da Matta                  | Tasman Motorsports                  | Lola                                | Buick                               |
| 1999                             | Oriol Servià                        | Dorricott Racing                    | Lola                                | Buick                               |
| 2000                             | Scott Dixon                         | PacWest Lights                      | Lola                                | Buick                               |
| 2001                             | Townsend Bell                       | Dorricott Racing                    | Lola                                | Buick                               |
| IRL Infiniti Pro Series          |                                     |                                     |                                     |                                     |
| 2002                             | A. J. Foyt IV                       | A.J. Foyt Enterprises               | Dallara                             | Infiniti                            |
| 2003                             | Mark Taylor                         | Panther Racing                      | Dallara                             | Infiniti                            |
| 2004                             | Thiago Medeiros                     | Sam Schmidt Motorsports             | Dallara                             | Infiniti                            |
| 2005                             | Wade Cunningham                     | Brian Stewart Racing                | Dallara                             | Infiniti                            |
| IRL Indy Pro Series              |                                     |                                     |                                     |                                     |
| 2006                             | Jay Howard                          | Sam Schmidt Motorsports             | Dallara                             | Nissan VRH                          |
| 2007                             | Alex Lloyd                          | Sam Schmidt Motorsports             | Dallara                             | Nissan VRH                          |
| IRL Firestone Indy Lights Series |                                     |                                     |                                     |                                     |
| 2008                             | Raphael Matos                       | Andretti-Green Racing/AFS Racing    | Dallara                             | Nissan VRH                          |
| 2009                             | J. R. Hildebrand                    | Andretti-Green Racing/AFS Racing    | Dallara                             | Nissan VRH                          |
| IndyCar Firestone Indy Lights    |                                     |                                     |                                     |                                     |
| 2010                             | Jean-Karl Vernay                    | Sam Schmidt Motorsports             | Dallara                             | Nissan VRH                          |
| 2011                             | Josef Newgarden                     | Sam Schmidt Motorsports             | Dallara                             | Nissan VRH                          |
| 2012                             | Tristan Vautier                     | Sam Schmidt Motorsports             | Dallara                             | Nissan VRH                          |
| 2013                             | Sage Karam                          | Schmidt Peterson Motorsports        | Dallara                             | Nissan VRH                          |
| 2014                             | Gabby Chaves                        | Belardi Auto Racing                 | Dallara                             | Nissan VRH                          |
| 2015                             | Spencer Pigot                       | Juncos Racing                       | Dallara                             | Mazda MZR-R                         |
| 2016                             | Ed Jones                            | Carlin Motorsport                   | Dallara                             | Mazda MZR-R                         |
| 2017                             | Kyle Kaiser                         | Juncos Racing                       | Dallara                             | Mazda MZR-R                         |
| 2018                             | Patricio O'Ward                     | Andretti Autosport                  | Dallara                             | Mazda MZR-R                         |
| 2019                             | Oliver Askew                        | Andretti Autosport                  | Dallara                             | Mazda MZR-R                         |
| 2020                             | Cancelada pela Pandemia de COVID-19 | Cancelada pela Pandemia de COVID-19 | Cancelada pela Pandemia de COVID-19 | Cancelada pela Pandemia de COVID-19 |
| 2021                             | Kyle Kirkwood                       | Andretti Autosport                  | Dallara                             | AER MZR-R                           |
| 2022                             | Linus Lundqvist                     | HMD Motorsports                     | Dallara                             | AER MZR-R                           |
| Firestone Indy NXT Series        |                                     |                                     |                                     |                                     |
| 2023                             | Christian Rasmussen                 | HMD Motorsports                     | Dallara                             | AER MZR-R                           |
| 2024                             | Louis Foster                        | Andretti Autosport                  | Dallara                             | AER MZR-R                           |